# Pedra Dourada
Pedra Dourada é um município brasileiro do estado de Minas Gerais. Sua população recenseada em 2022 era de 2 757 habitantes. 

## Etimologia

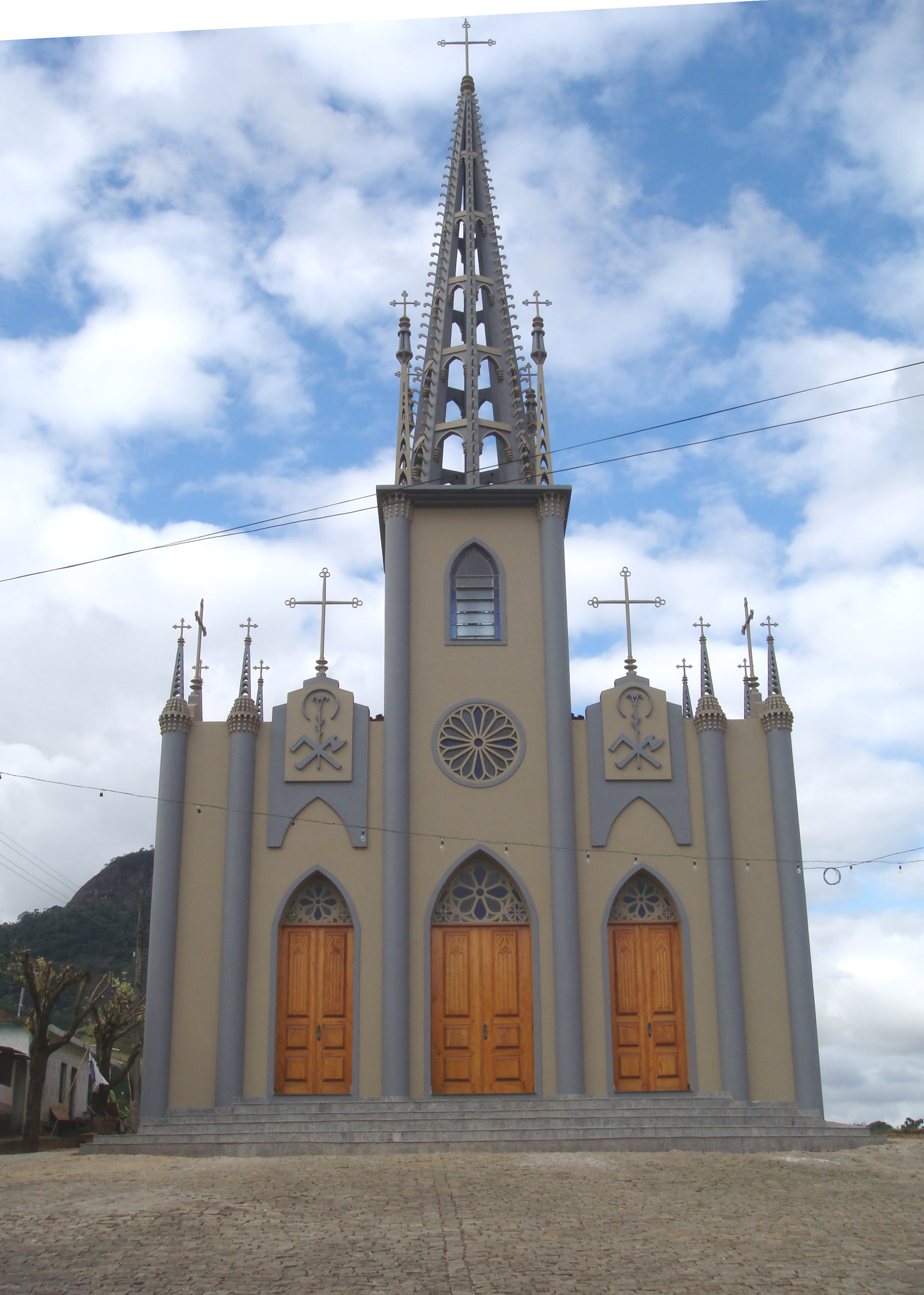
Igreja Matriz de São José

O nome do município originou-se do reflexo do sol que incide sobre uma enorme pedra deixando-a com tom dourado.

## Informações gerais
Os principais pontos turísticos do município são as cachoeiras, que atraem turistas durante todo o ano e a pedra dourada, que deu origem ao nome do município, aonde é possível praticar caminhadas, rapel e que também serve de ponto de partida para voos livres, além da magnífica vista que proporciona ao visitante.

## Economia
A economia do município é constituída basicamente da atividade cafeeira e agropecuária.